# Eryon
Eryon is een geslacht van uitgestorven kreeftachtigen uit de familie Eryonidae. De vele soorten zijn bekend van het Jura in West-Europa, voornamelijk aan de noordrand van de Tethysoceaan in Frankrijk, Zwitserland en Duitsland en in het Verenigd Koninkrijk. De fossiele overblijfselen zijn goed bewaard gebleven in fijne kalksteen van een ondiepe omgeving zoals bijvoorbeeld Solnhofener kalksteen in Duitsland (Tithonien) en lithografische kalksteen uit de paleontologische vindplaats van Cerin in Frankrijk (Kimmeridgien).

## Geschiedenis van de soortEryon cuvieri
In 1817 beschreef de Franse paleontoloog Anselme Gaëtan Desmarest een nieuw schaaldier uit het Boven-Jura van Beieren (Zuid-Duitsland) onder de naam Eryon cuvieri. Later kreeg hetzelfde taxon de naam Macrourites arctiformis door de Duitse paleontoloog Ernst Friedrich von Schlotheim in 1820. Dit taxon werd vervolgens opnieuw benoemd onder de naam Eryon arctiformis (von Schlotheim, 1820) door veel auteurs die niet op de hoogte waren waarschijnlijk het eerste werk van Desmarest. Het Principe of Priority of Taxonomy heeft ertoe geleid dat de oorspronkelijke naam is hersteld en dat Macrourites arctiformis wordt beschouwd als een recenter synoniem ( jonger synoniem) van Eryon cuvieri.

## Beschrijving
Deze circa vijftien centimeter lange langoest kenmerkte zich door een zeer breed rugschild, dat qua lengte ongeveer gelijk was aan het achterlijf. De zeshoekige en samengedrukte carapax had scherpe zijranden. De afgeknotte voorkant had stekelige zijkanten met daarop gesteelde, goed ontwikkelde, samengestelde ogen. De eerste vier thoracale segmenten bevatten gepaarde aanhangsels, die waren bezet met scharen, bij het vijfde paar waren ze gereduceerd. In het centrum van het lange abdomen bevond zich een kam. Het liep uit in een telson (laatste achterlijfssegment), die samen met de uropoden (aanhangsel van het laatste achterlijfssegment) een staartwaaier vormde. 

## Biologie
Drie kleine leden van de familie Eryonidae, meer exact niet te bepalen, werden in 2012 gefossiliseerd in de Posidonia-kleigronden in Zuid-Duitsland. Ze werden gevonden in de schaal van een ammoniet (Harpoceras falciferum), waardoor ze precies uit het Onder-Toarcien, deelgebied van Falciferum (Onder-Jura) kunnen worden gedateerd. Deze tienpotigen van vergelijkbare grootte, ongeveer drie centimeter, waren gepositioneerd met hun staarten naar elkaar toe gericht, wat erop zou wijzen dat ze onder dekking in een schelp op de bodem van de zee aan het ruien waren, voordat ze werden gevangen door sediment en vervolgens zijn gefossiliseerd. Dit gedrag is volgens de auteurs het oudst bekende van de decapoden. Deze decapoden waren bodemdieren die in groten getale leefden in het kalme en ondiepe water van de lagunen aan de kust van de Tethysoceaan.